# Кубок Чернігівської області з футболу 2010
Кубок Чернігівської області з футболу 2010 — 62-й розіграш Кубка Чернігівської області з футболу.
На всіх етапах турніру, окрім півфіналів, зустрічі команд складаються з одного матчу.

## Учасники
В цьому розіграші Кубку узяли участь 15 клубів.
| - «Авангард» (Корюківка) - «Автомобіліст» (Носівка) - «Борзна-Юність» (Борзна) - «Енергетик» (Ріпки) - «Єдність-2» (Плиски) - «Колос» (Смолянка) - «Лео» (Козелець) - «ЛКТ» (Чернігів) - «Маяк» (Лихачів) - ФК «Ніжин» (Ніжин) - «Нікос» (Чернігів) - «Полісся» (Добрянка) - «Ревна» (Семенівка) - «Славутич» (Славутич) - «ЮСБ» (Чернігів) |

## 1/8 фіналу
Матчі 1/8 фіналу відбулися 17 квітня 2010 року.
| Команда 1                | Команда 2              | Рахунок        |
| ------------------------ | ---------------------- | -------------- |
| «Борзна-Юність» (Борзна) | «Єдність-2» (Плиски)   | 1:6            |
| «Колос» (Смолянка)       | «ЛКТ» (Чернігів)       | 0:0 (пен. 6:5) |
| «Енергетик» (Ріпки)      | «Ревна» (Семенівка)    | +:-            |
| «Маяк» (Лихачів)         | «Авангард» (Корюківка) | 0:3            |
| «Лео» (Козелець)         | ФК «Ніжин» (Ніжин)     | 0:7            |
| «Автомобіліст» (Носівка) | «Нікос» (Чернігів)     | 1:4            |
| «ЮСБ» (Чернігів)         | «Славутич» (Славутич)  | 0:1            |
| «Полісся» (Добрянка)     |                        | +:-            |

## 1/4 фіналу
Матчі 1/4 фіналу відбулися 24 квітня 2010 року.
| Команда 1             | Команда 2              | Рахунок |
| --------------------- | ---------------------- | ------- |
| «Колос» (Смолянка)    | «Єдність-2» (Плиски)   | 0:7     |
| «Енергетик» (Ріпки)   | «Авангард» (Корюківка) | 0:2     |
| ФК «Ніжин» (Ніжин)    | «Нікос» (Чернігів)     | 2:1     |
| «Славутич» (Славутич) | «Полісся» (Добрянка)   | 0:4     |

## 1/2 фіналу
Матчі 1/2 фіналу відбулися 1 та 5 травня 2012 року.
| Команда 1            | Заг. | Команда 2              | 1-й матч | 2-й матч |
| -------------------- | ---- | ---------------------- | -------- | -------- |
| «Єдність-2» (Плиски) | 5:1  | «Авангард» (Корюківка) | 5:0      | 0:1      |
| «Полісся» (Добрянка) | 4:1  | ФК «Ніжин» (Ніжин)     | 0:1      | 4:0      |

## Фінал
Фінальний матч відбувся 9 травня 2010 року.
| Команда 1            | Команда 2            | Рахунок |
| -------------------- | -------------------- | ------- |
| «Єдність-2» (Плиски) | «Полісся» (Добрянка) | 3:2     |